# Hradce
Hradce (en allemand : Hradzen) est une commune du district de České Budějovice, dans la région de Bohême-du-Sud, en République tchèque. Sa population s'élevait à 109 habitants en 2023.

## Géographie
Hradce se trouve à 10 km au sud-ouest de České Budějovice et à 128 km au sud de Prague.
La commune est limitée par Lipí au nord-ouest et au nord, par Závraty à l'est et au sud-est, par Vrábče au sud-ouest et à l'ouest.

## Histoire
La première mention écrite du village date de 1375.

## Transports
Par la route, Hradce se trouve à 13 km de České Budějovice et à 165 km de Prague.